# Georg Elser
Johann Georg Elser, född 4 januari 1903 i Hermaringen, död 9 april 1945 i Dachau, var en tysk antinazistisk motståndsman och snickare. Den 8 november 1939 försökte han genom ett bombattentat spränga Adolf Hitler till döds på Bürgerbräukeller i München. Hitler avslutade dock sitt tal tidigare än planerat, undkom därför och Elser greps av en slump vid en gränsövergång till Schweiz samma kväll.

## Biografi

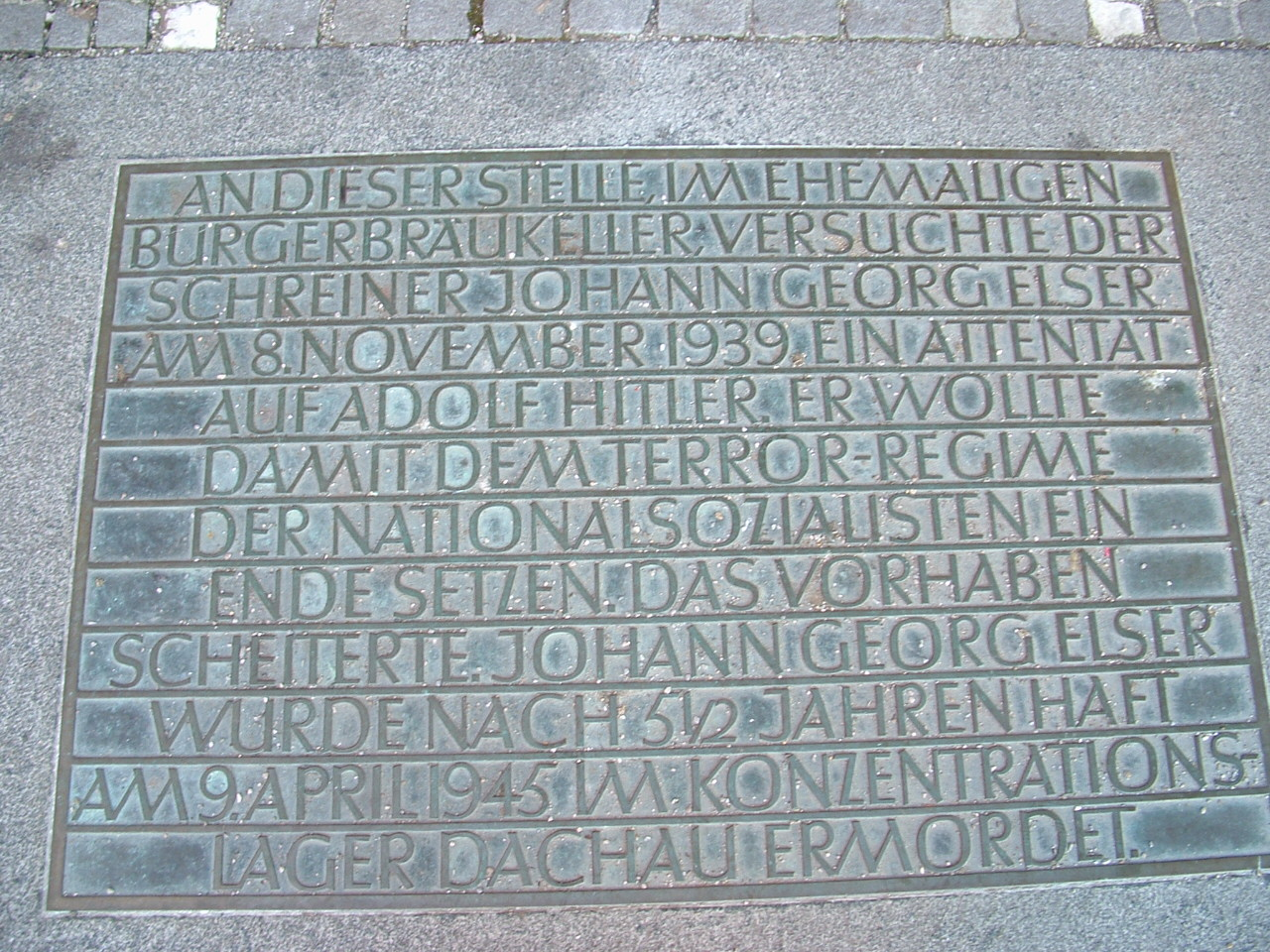
Minnestavla över Georg Elser vid Bürgerbräukeller i München.

Georg Elser härstammade från Hermaringen i Württemberg. Under sin levnad hade han flera olika arbeten, främst som snickare och fabriksarbetare. Han var protestant och gick så småningom med i träarbetarnas fackförening. Där träffade han människor som övertalade honom att bli medlem i Ernst Thälmanns kommunistiska skyddskår Roter Frontkämpferbund. 
Den 8 november 1939 försökte Elser mörda Tysklands diktator Adolf Hitler med en tidsinställd bomb som exploderade 21:20 i Bürgerbräukeller, men Hitler hade lämnat lokalen 21:07. Bomben var inmurad i en pelare bakom talarstolen. Pelarna som bar upp taket rasade samman och talartribunen slogs sönder. Som motiv angav Elser att han ville stoppa kriget och förbättra förhållandena för arbetarna i Tyskland. Åtta personer dog i explosionen, men ingen högre partifunktionär. 63 personer skadades, varav 16 allvarligt. 
Efter att ha gripits internerades Elser i koncentrationslägret Dachau. På Heinrich Himmlers order sköts Elser av SS-Oberscharführer Theodor Bongartz den 9 april 1945.